# Mount Cowart
Mount Cowart ist ein 1245 m hoher Berg im westantarktischen Queen Elizabeth Land. In der Neptune Range der Pensacola Mountains ragt er aus der Mitte des Gale Ridge auf.
Der United States Geological Survey kartierte ihn anhand eigener Vermessungen und Luftaufnahmen der United States Navy aus den Jahren von 1956 bis 1966. Das Advisory Committee on Antarctic Names benannte ihn 1968 nach Master Sergeant Ray J. Cowart (1921–1992) von der United States Air Force, Flugingenieur und Mitglied der United States Air Force Electronics Test Unit in den Pensacola Mountains zwischen 1957 und 1958.